# جنگجوی صحرا (فیلم آینده)
جنگجوی صحرا (انگلیسی: Desert Warrior) فیلمی به کارگردانی روپرت وایت است که فیلم نامه آن را به‌همراه اریکا بینی، دیوید سلف و گری راس به نگارش درآورده است. آنتونی مکی و عایشه هارت بازیگران این فیلم هستند.

## زمینهٔ داستانی
عربستان در سدهٔ هفتم مملو از قبایل متمایز از هم و متخاصم بود که یکی از آن‌ها به‌دست امپراتور بی‌رحمی به‌نام کسرا رهبری می‌شد. پس از اینکه کسرا با شاهدخت عربی به‌نام هند روبرو می‌شود، سعی می‌کند او را هم‌بالین خود کند. با این حال هند امتناع می‌کند، و با یک جنگجوی ناشناس فرار می‌کند.

## بازیگران
- آنتونی مکی
- عایشه هارت در نقش شاهدخت عرب هند
- شارلتو کوپلی
- غسان مسعود در نقش ملک نعمان
- سامی بواجیله
- لمیس عمار
- گزا روریگ
- بن کینگزلی در نقش امپراتور کسرا

## تولید
جنگجوی صحرا در نوامبر ۲۰۲۱ به‌عنوان فیلمی به تولید JB Pictures و AGC Studios همراه با MBC Studios، (شاخه تولید MBC تحت حمایت عربستان) معرفی شد. فیلم‌نامه این فیلم توسط روپرت وایات، اریکا بینی، دیوید سلف و گری راس نوشته شده است و وایت نیز کارگردانی فیلم را بر عهده دارد. از بازیگران آن می‌توان به آنتونی مکی، آیشا هارت، شارلتو کوپلی، غسان مسعود، سامی بواجیلا، لامیس عمار، گزا روریگ و بن کینگزلی اشاره کرد. این یکی از اولین فیلم‌های مهم انگلیسی‌زبان بود که توسط استودیو ام‌بی‌سی تولید شد و بزرگ‌ترین فیلم تولید شده در عربستان سعودی بود. ام‌بی‌سی آن را یک لنگرگاه برای صنعت فیلم نوپایی که در منطقه ایجاد می‌شد، می‌دید؛ عوامل صحنه مهمی برای این پروژه به کار گرفته شدند تا به‌طور مؤثری عوامل سعودی را آموزش دهند و در مورد صنعت سینما کسب اطلاع کنند. تعداد عوامل پروژه تقریباً ۴۵۰ تا ۵۰۰ نفر در روز بود.
تصویربرداری اصلی در سپتامبر ۲۰۲۱ در نئوم، عربستان سعودی، آغاز شد و تا فوریه ۲۰۲۲ تکمیل گردید. این فیلم یک دوره طولانی پساتولید داشت و برنامه‌ریزی شده بود که در سه‌ماهه نخست سال ۲۰۲۴ به دنبال خریدار باشد و پیش از اکران گسترده در سینما، در جشنواره‌ای نمایش داده شود.